# Symphurus oculellus
Symphurus oculellus és un peix teleosti de la família dels cinoglòssids i de l'ordre dels pleuronectiformes que viu a l'oest de l'Atlàntic. Pot atènyer fins a 18,9 cm de longitud total.